# Пригоди Джо Замазури
Пригоди Джо Замазури (англ. Joe Dirt) — американська пригодницька кінокомедія 2001 року режисера Денні Гордона.

## Сюжет
Головний герой комедійного фільму — простий роботяга-прибиральник Джо, живе без батьків з восьми років і впевнено прокладає собі дорогу в життя. Замазура Джо мріє заробити грошей і вирушити на пошуки своїх батьків, яких загубив біля Великого Каньйону, щоб через довгі роки розлуки знову возз'єднатися з сім'єю. Правда, ніхто не сприймає хлопця серйозно, а тільки жартують і знущаються з його великих планів.
Але Джо не звертає увагу на навколишніх. І ось він сідає за кермо свого супершвидкісного автомобіля і вирушає в далеку подорож всією країною в пошуках батьків. На своєму шляху Замазура зустріне багато цікавих і незвичайних людей, побуває в унікальних місцях, переживе масу веселих пригод, а також знайде хороших друзів і знайомих.

## У ролях
| Актор              | Роль                                |
| ------------------ | ----------------------------------- |
| Девід Спейд        | Джо Замазура                        |
| Бріттані Деніел    | Бренді                              |
| Денніс Міллер      | Зандер Келлі                        |
| Адам Біч           | Кікін Вінг                          |
| Крістофер Вокен    | Клем                                |
| Джеймі Преслі      | Джилл                               |
| Кід Рок            | Роббі                               |
| Ерік Пер Салліван  | Джо Замазура в дитинстві            |
| Розанна Аркетт     | Шарлін                              |
| Меган Тейлор Гарві | сестра Джо в дитинстві              |
| Керолайн Аарон     | місіс Нунамейкер (мати Джо)         |
| Фред Ворд          | містер Коді Нунамейкер (батько Джо) |
| Браян Томпсон      | Буффало Боб                         |
| Мітзі Мартін       | міс Кліппер                         |